# Sestino Giacomoni
Sestino Giacomoni (Roma, 27 marzo 1967) è un politico italiano.

## Biografia
Nel 1990 è eletto a soli 23 anni consigliere comunale presso il Comune di Mentana nelle liste della Democrazia Cristiana. Nel frattempo si laurea con lode in Scienze politiche alla Libera università internazionale degli studi sociali Guido Carli (Luiss) di Roma, diventa consulente finanziario e comincia a collaborare in università con il suo relatore Roberto Pessi. Il professore gli parla, alla fine del 1993, del nuovo movimento liberale che sta nascendo intorno all'imprenditore Silvio Berlusconi e Giacomoni decide di inviare il suo curriculum. Di lì a qualche mese si ritroverà a partecipare come volontario al Centro Studi di Forza Italia coordinato da Paolo Del Debbio, diventando nel 1996 Responsabile organizzativo del Dipartimento Economico del partito e assistente parlamentare di Antonio Marzano.
Nel 2001 lo segue come capo della segreteria tecnica al Ministero delle attività produttive. Ricopre, inoltre, le cariche di consigliere di amministrazione della SACE, della Consap e dell'IPI, di cui è stato anche vice-direttore generale.
Nel 2005 decide di lasciare l’attività politica per riprendere a tempo pieno la libera professione ma, prima dell'inizio della campagna elettorale, viene convocato a Palazzo Grazioli da Berlusconi, che aveva sentito parlare bene di lui da Gianni Letta, Valentino Valentini e Marinella Brambilla (la sua segretaria): il Premier lo dissuade proponendogli di diventare suo assistente nonché capo della segreteria tecnica della Presidenza del Consiglio durante il Governo Berlusconi III.
Nel 2006 è eletto per la prima volta alla Camera dei deputati nella XV Legislatura e poi confermato per la XVI e per la XVII.
Durante il quarto governo Berlusconi è stato consigliere della Presidenza del Consiglio dei ministri.
Il 16 novembre 2013, con la sospensione delle attività del Popolo della Libertà, aderisce a Forza Italia.
Il 24 marzo 2014 diventa membro del Comitato di Presidenza di Forza Italia.
Con la riorganizzazione del partito voluta dal consiglio di famiglia di Berlusconi (i figli, Gianni Letta, Fedele Confalonieri e Niccolò Ghedini), Giacomoni presiede l'ufficio di presidenza del partito il 14 giugno 2016 mentre all'Ospedale San Raffaele è in corso l'operazione al cuore del Cavaliere e poi, una volta riabilitato, torna a lavorare al suo fianco in coppia con Valentini. Successivamente in qualità di Segretario della Conferenza dei Presidenti dei Comitati Regionali ha il compito di tenere i contatti con i coordinatori regionali del partito.
Nel gennaio del 2018, insieme a Niccolò Ghedini e Antonio Tajani, si occupa di vagliare le candidature in vista delle elezioni politiche. Viene rieletto nel Collegio plurinominale Lazio 1 - 03 e diventa di nuovo vice presidente della Commissione Finanze.
Nell’aprile del 2019 viene eletto nella Commissione di vigilanza sulla Cassa Depositi e Prestiti con i voti di Forza Italia, Lega, Fratelli d'Italia e di alcuni deputati del Gruppo misto. A giugno viene confermato Segretario della Conferenza dei Presidenti dei Comitati Regionali. Il 1º agosto dello stesso anno Berlusconi nomina un nuovo Coordinamento del partito composto da Giacomoni, Tajani e le due capigruppo Mariastella Gelmini e Anna Maria Bernini e l’anno seguente anche da Gianni Letta, Niccolò Ghedini, Jole Santelli e lo stesso Berlusconi in occasione delle riunioni tenute durante l’emergenza COVID-19. Il 12 maggio 2020 viene eletto Presidente della Commissione bicamerale di vigilanza sulla Cassa Depositi e Prestiti che diventa così operativa rinunciando tuttavia alla vice presidenza della Commissione Finanze; lo stesso giorno Berlusconi nomina un nuovo coordinamento di 14 persone tra le quali c’è anche Giacomoni. Dal 26 marzo 2021 coordina la Consulta di Forza Italia sulla Finanza e il Credito per Roma Capitale.
Alle elezioni politiche anticipate del 2022 viene candidato per la Camera dei deputati in terza posizione nei tre collegi plurinominali di Roma (Municipio I, VII e X). Tuttavia non viene riconfermato deputato per la XIX legislatura. Viene poi scelto dal vicepremier e ministro Antonio Tajani come consigliere per "la politica economica e imprenditoriale”.
Dal 26 giugno 2023 è Presidente di CONSAP S.p.A. e 20 luglio gli viene attribuita la delega alle relazioni istituzionali.